# پریسنیتس
پریسنیتس (به آلمانی: Prießnitz) یک منطقهٔ مسکونی در آلمان است که در ناومبورگ واقع شده‌است. پریسنیتس ۳۱۵ نفر جمعیت دارد.